# 飛騨国分寺の大イチョウ

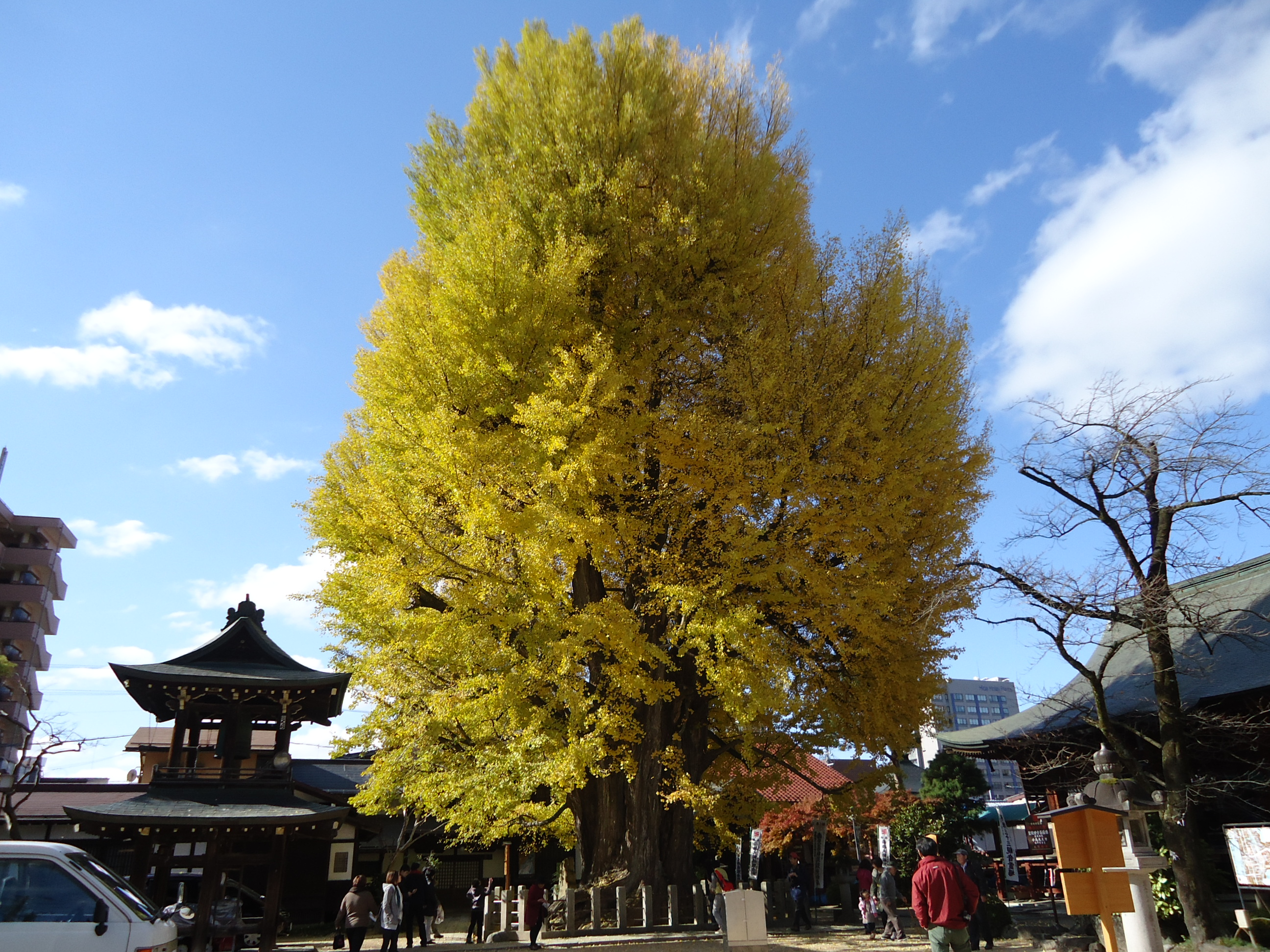
飛騨国分寺の大イチョウ（2013年11月撮影）

飛騨国分寺の大イチョウ（ひだこくぶんじのおおイチョウ）は、岐阜県高山市飛騨国分寺にある大イチョウの通称。1953年（昭和28年）3月31日に、国の天然記念物に指定されている。

## 歴史
奈良時代、聖武天皇の詔によって飛騨国分寺が建てられた際、このイチョウの木が植えられた。
創建時の飛騨国分寺の建造物は後の火災などで全て失われ、現在の伽藍は後に建て替えられたものであるが、この大イチョウのみは国分寺の建設された時から残っているとされ、樹齢は2013年現在推定1250年と思われる。

## 伝説・言い伝え

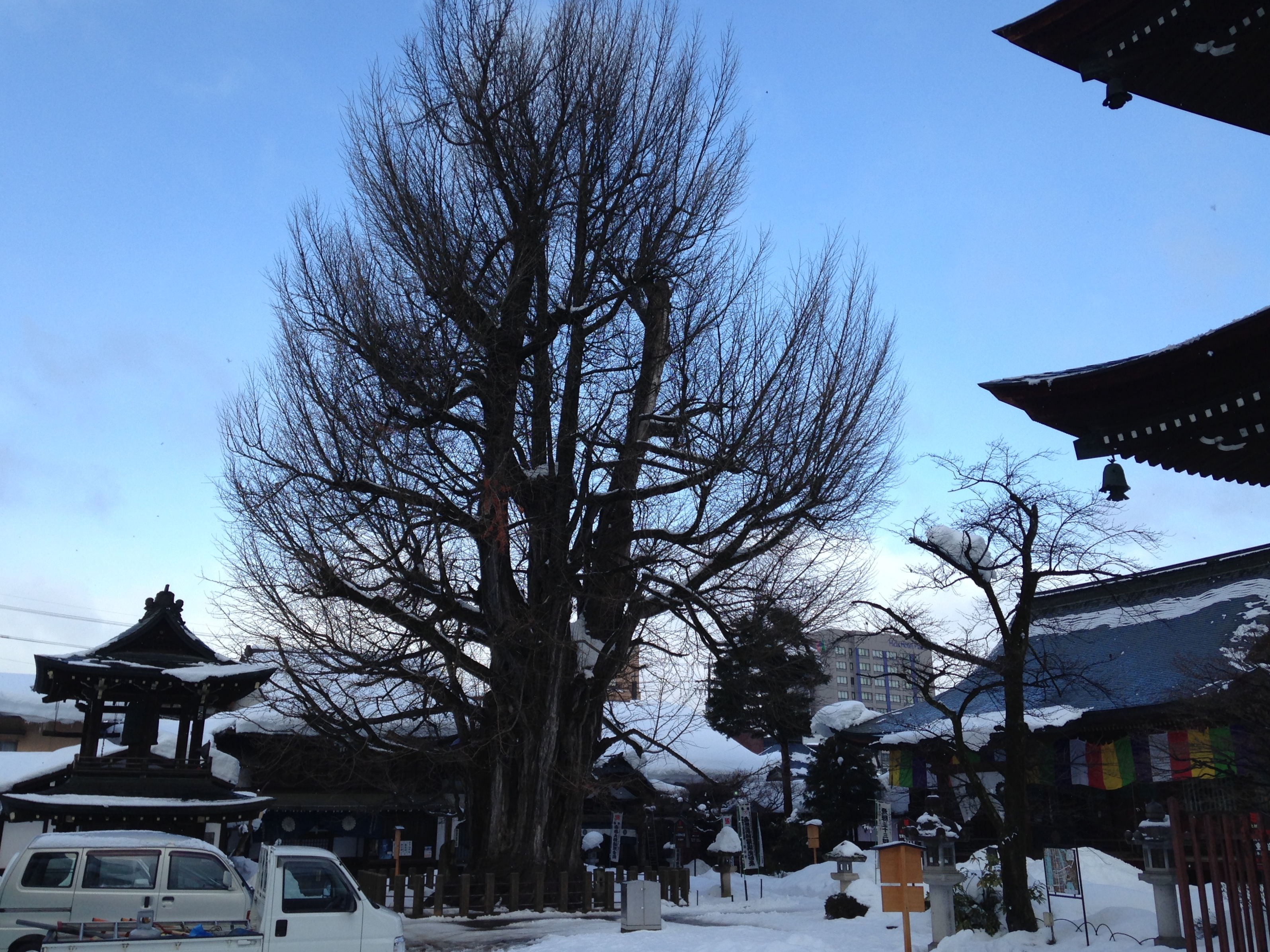
落葉時

飛騨国分寺の大イチョウには、幾つかの伝説や言い伝えがある。下の文章は飛騨地方に伝わる昔話である。
昔々、飛騨にも国分寺の塔が作られた時のお話。棟梁はじめその弟子たちは立派な七重の塔を建てようと、毎日毎日精魂を込めていた。木取りも終わり、いよいよ柱を組み立てることになった時、計測のミスでどの柱も少し短いことが分かった。これに気づいた棟梁はみるみる顔色が変わり、すっかり落ち込んでしまった。家に帰った棟梁の顔を見た娘の八重菊が、「お父様、顔色がよくないけれど、どうされたのですか？」と話しかけると、棟梁は娘に訳を話した。八重菊は少し考えてから、「短い分だけの桝組を造ったらいかがですか。」と父に提案した。翌日、棟梁は桝組みを造り主柱に乗せてみると、ちょうどよい寸法になり、組み上げはどんどん進んだ。完成してみると、それはそれは見事な七重の塔になった。塔の評判は良く、棟梁の名声も日増しに高くなっていった。しかし棟梁は、いつか八重菊が桝組みのことを誰かに話すのではないかと恐れていた。ある日棟梁は自らの手で、かわいい娘の八重菊を殺してしまい、国分寺の塔の近くに埋め、小さなイチョウの木を植えた。今も国分寺には、樹齢千二百年を超える大イチョウが高くそびえ建っている。木には女性の乳に似たコブがいくつか有り、乳の出が悪い女性がこの木を拝みに来ると、乳の出がよくなるという。
大イチョウの木の葉がすべて散ると、その翌日には飛騨に初雪が降るという。